# La Alpujarra
La Alpujarra (de vegades, impròpiament, Las Alpujarras) és una regió històrica andalusa a cavall entre la província de Granada i la província d'Almeria, a la falda del vessant sud de Sierra Nevada.
Al-Busharrat ("Pastures") fou el nom àrab d'una regió d'Hispània que s'estenia de Sierra Nevada a la Mediterrània i de Motril a Almeria. El nom es va donar més concretament a les valls de Padul, Béznar, Lanjarón, Órgiva, Cádiar, Ugíjar, Alcolea, Laujar de Andarax, Canjáyar, Rágol i Gádor. La capital regional era Jaén i hi havia sis-centes viles i poblets. Fou domini d'Ibn Hafsun. Els seus delegats van ser capturats el 913, a Fiñana, per Abd al-Rahman III, que va assetjar i capturar Juviles, on va decapitar la guarnició local, formada per cristians. Sota domini cristià, els musulmans es van revoltar diverses vegades, en especial durant la gran rebel·lió de les Alpujarras (1568-1570), dirigida per Ibn Umayya i Abd Allah ibn Abbo, i reprimida pel marquès de Mondéjar i Joan d'Habsburg i Blomberg.

## Municipis que la formen
D'acord amb el catàleg elaborat per la Consejería de Turismo y Deporte de la Junta de Andalucía (27 de març de 2003), els municipis que formen les comarques Alpujarra Almeriense i Alpujarra Granadina son, per ordre alfabètic:
| - Alboloduy (Almeria) - Alcolea (Almeria) - Alhabia (Almeria) - Alhama de Almería (Almeria) - Alicún (Almeria) - Almegíjar (Granada) - Almócita (Almeria) - Alpujarra de la Sierra (Granada) - Alsodux (Almeria) - Bayárcal (Almeria) - Beires (Almeria) - Bentarique (Almeria) - Bérchules (Granada) - Bubión (Granada) - Busquístar (Granada) - Cádiar (Granada) - Cáñar (Granada) - Capileira (Granada) | - Cástaras (Granada) - Canjáyar (Almeria) - Capileira (Granada) - Fondón (Almeria) - Huécija (Almeria) - Íllar (Almeria) - Instinción (Almeria) - Juviles (Granada) - La Taha (Granada) - Lanjarón (Granada) - Laujar de Andarax (Almeria) - Lobras (Granada) - Murtas (Granada) - Nevada (Granada) - Mairena (ELA) - Picena (ELA) - Ohanes (Almeria) - Órgiva (Granada) | - Padules (Almeria) - Pampaneira (Granada) - Paterna del Río (Almeria) - Pórtugos (Granada) - Rágol (Almeria) - Santa Cruz de Marchena (Almeria) - Soportújar (Granada) - Terque (Almeria) - Torvizcón (Granada) - Trevélez (Granada) - Turón (Granada) - Ugíjar (Granada) - Válor (Granada) |

No obstant, deixant al marge les divisions comarcals oficials i tenint en compte els límits geogràfics i la història de cada poble, alguns autors consideren pobles alpujarrencs als següents, enclavats totalment o parcialment en la Serra de la Contraviesa o en la Serra de Lújar:
- Adra (Almeria);
- Albondón (Granada);
- Albuñol (Granada)
- Alcázar (actualment Órgiva) (Granada);
- Gualchos-Castell de Ferro (Granada);
- Lújar (Granada);
- Polopos (Granada);
- Sorvilán (Granada) y
- Rubite (Granada);

I als situats a les faldilles de la Serra de Gádor:
- Berja (Almeria);
- Dalías (Almeria);
- El Ejido (Almeria);
- Enix (Almeria);
- Felix (Almeria);
- La Mojonera (Almeria);
- Roquetas de Mar (Almeria) y
- Vícar (Almeria);